# NGC 7204/2
NGC 7204/2 је спирална галаксија у сазвежђу Јужна риба која се налази на NGC листи објеката дубоког неба.
Деклинација објекта је - 31° 3' 13" а ректасцензија 22h 6m 55,0s. Привидна величина (магнитуда) објекта NGC 7204 износи 14,2 а фотографска магнитуда 15,0. NGC 72042 је још познат и под ознакама ESO 467-8A, MCG -5-52-29, VV 685, AM 2204-311, PGC 68060.